# USS Carmick (DD-493)
L'USS Carmick (DD-493/DMS-33) est un destroyer de classe Gleaves en service dans la Marine des États-Unis pendant la Seconde Guerre mondiale. Il fut le seul navire nommé en l'honneur du major Daniel Carmick (en), un officier de l'US Marine Corps ayant servi durant la quasi-guerre et durant la guerre anglo-américaine de 1812.
Sa quille est posé le 29 mai 1941 au chantier naval Seattle-Tacoma Shipbuilding Corporation de Seattle, dans l'État de Washington. Il est lancé le 8 mars 1942, parrainé par Mme H. L. Merrill, et mis en service le 28 décembre 1942 sous le commandement du commander W. S. Whiteside.

## Historique
Ses premières missions s’effectuent dans le golfe du Mexique et dans l’Atlantique où il escorte notamment des convois jusqu'au début de l’année 1944.
Le 18 avril 1944, il quitte Boston et fait route vers Plymouth dans le but de participer à l’opération Neptune. Le 6 juin 1944, il bombarde les positions allemandes situées dans le secteur d’Omaha Beach puis participe dans les jours qui suivent à l’appui-feu naval au profit des forces terrestres alliées. Le 10 juin, il parvient à détruire un bombardier allemand Heinkel volant au-dessus de l’armada. À compter du 17 juin, il patrouille dans la Manche afin d’empêcher toute infiltration de bâtiments de guerre allemands avant de faire route vers la Méditerranée le 18 juillet 1944.

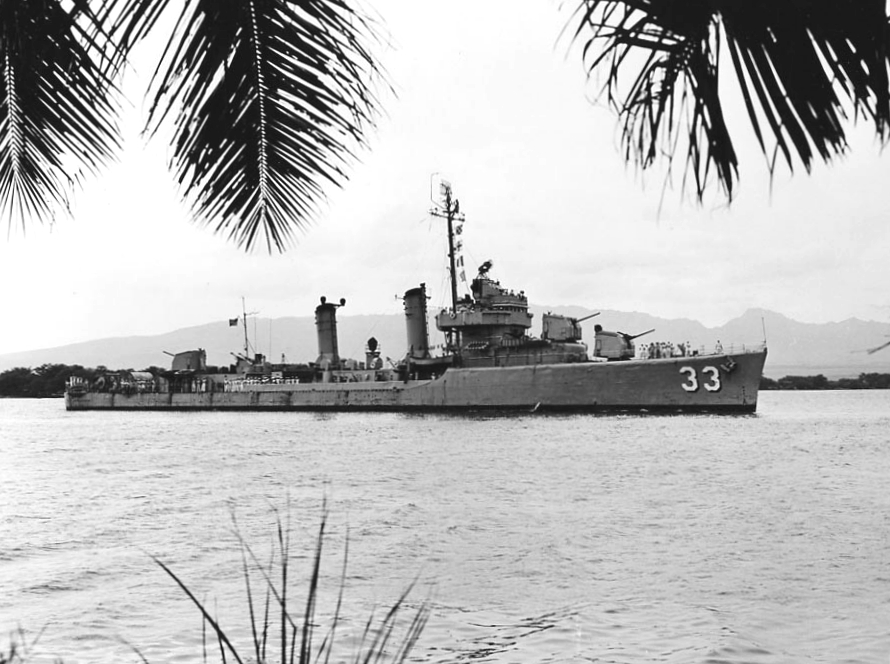
Le Carmick à Pearl Harbor vers le début des années 1950.

Lors de sa participation au débarquement de Provence, il parvient à détruire le 18 août un E-Boot allemand. Après la signature de l’armistice en mai 1945, il rentre aux États-Unis pour y être transformé en dragueur de mines rapide. L'immatriculation DMS-33 lui est affecté. L’USS Carmick participe ensuite aux opérations navales dans le Pacifique jusqu'à la fin de la Seconde Guerre mondiale.
Engagé au large de la Corée à compter d’octobre 1950 au sein de la Task Force 95, il démine notamment le port de Chinnampo. Placé en réserve à compter du 13 février 1954, il est vendu le 7 octobre 1972 pour être vendu pour la ferraille.

## Décorations
Le Carmick a reçu trois Battles star pour son service dans la Seconde Guerre mondiale. Il reçut également une Navy Unit Commendation ainsi que cinq autres Battles star pour son service dans la guerre de Corée. 

## Commandement
- Commander William Smith Whiteside du 28 décembre 1942 au 9 juillet 1943.
- Commander Gordon Patea Chung-Hoon du 9 juillet 1943 au 10 août 1943.
- Commander Robert Oakley Beer du 10 août 1943 au 1er janvier 1945.
- Commander Williston Lamar Dye, Sr. du 1er janvier 1945 au 18 mars 1945.
- Lieutenant commander Thomas Motley du 18 mars 1945 au 7 octobre 1945.
- Lieutenant commander Asa Allan Clark du 7 octobre 1945 à une date inconnue.